# Famiglia allargata (film)
Famiglia allargata (Les Dents, pipi et au lit), è un film del 2018 diretto da Emmanuel Gillibert.
La pellicola ha per protagonisti Arnaud Ducret e Louise Bourgoin.

## Trama
Antoine è un single incallito di quarant'anni che vive la sua vita spensierata con donne diverse ogni sera. La sua vita viene sconvolta quando il suo coinquilino si trasferisce a Los Angeles, e a prendere il suo posto arriva Jeanne, una bellissima ragazza single, ma con due figli al seguito.

## Distribuzione
La pellicola è uscita nelle sale cinematografiche francesi il 28 marzo 2018, mentre in quelle italiane il 17 maggio 2018.

## Accoglienza
Il film, nelle sale cinematografiche francesi, ha incassato 3,47 milioni di euro.

## Riconoscimenti
- 2019 – Premio César
  - Candidatura Miglior scenografia
- 2019 – European Film Award
  - Candidatura Miglior film